# Lapland (schip, 1909)
De Lapland was een Belgisch passagiersschip van de Red Star Line en onderhield de passagierslijn Antwerpen - New York.
De Lapland werd gebouwd in 1908 op de scheepswerf Harland and Wolff en in dienst gesteld in 1909. Het was een van de opvolgers van de Vaderland en vervoerde voornamelijk emigranten naar de Verenigde Staten. Het schip was voor die tijd groot en was 189 meter en mat 17.500 brt.
Dit grote passagiersschip was zwart van romp en had een witte opbouw met vier masten en twee lange zwarte schoorstenen. 
In 1912, na het zinken van de Titanic, voer de Lapland de eerste overlevenden terug naar Europa, samen met post van Titanic-overlevenden.
In 1933 werd het schip voor de sloop verkocht naar Japan.

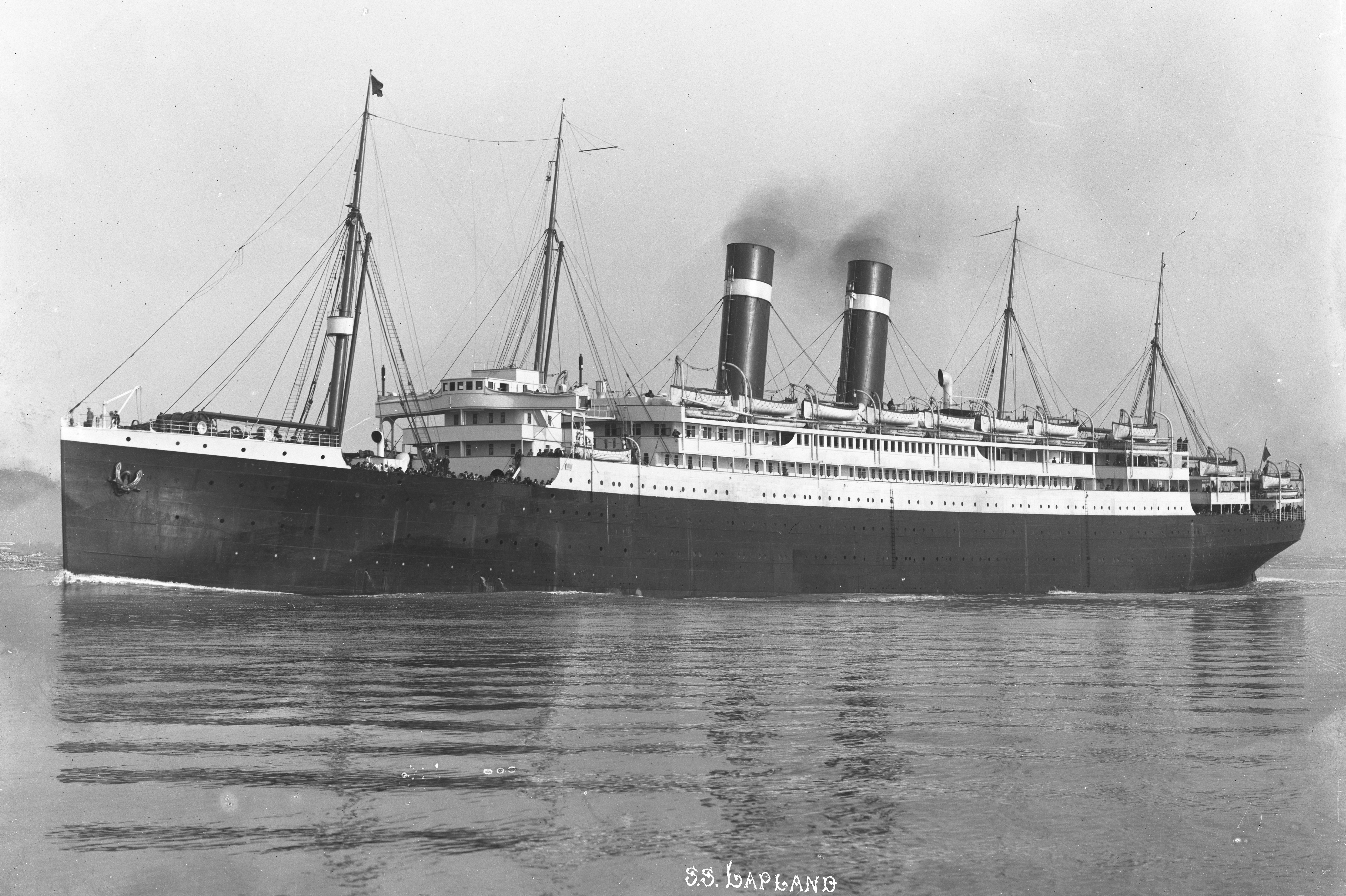
De Lapland op de Schelde